# Catocala rejecta
Catocala rejecta là một loài bướm đêm trong họ Erebidae.